# Alfred Kamphausen

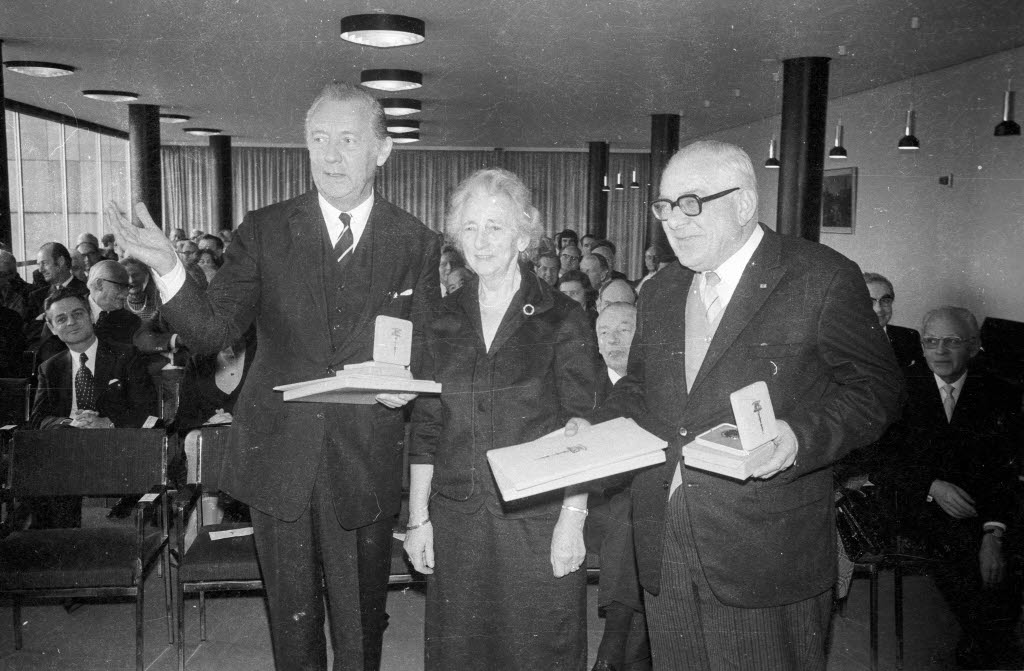
Kamphausen (rechts) und der Verleger Axel Springer (links) werden im Dezember 1974 von der Alfred Toepfer Stiftung F. V. S. für ihr Engagement in der Denkmalpflege und der Bewahrung von Kulturgütern mit der Fritz-Schumacher-Medaille in Gold ausgezeichnet. Den Preis überreicht Emmele Toepfer (1897–1985, Mitte).

Alfred Kamphausen (* 31. März 1906 in Rheydt; † 11. November 1982 in Kiel) war ein deutscher Kunsthistoriker, Museumsdirektor und Hochschullehrer, der an der Universität Kiel lehrte.

## Leben
Der aus dem Rheinland stammende Kamphausen studierte in Köln, Berlin, Leipzig und München, Münster Bonn und Paris (an der Sorbonne) hauptsächlich Kunstgeschichte und wurde 1929 an der Universität Bonn mit der Note summa cum laude zum Doktor der Philosophie promoviert. Seine Dissertation erschien 1931 unter dem Titel Die niederrheinische Plastik im 16. Jahrhundert mit besonderer Berücksichtigung der Xantener Verhältnisse und unter dem Titel Die Niederrheinische Plastik im 16. Jahrhundert und die Bildwerke des Xantener Domes in Düsseldorf.
Er arbeitete als Assistent am Historischen Museum Düsseldorf. Von 1931 bis 1961 war er in Meldorf Direktor des Dithmarscher Landesmuseums. Nach der „Machtergreifung“ der Nationalsozialisten trat Kamphausen zum 1. Mai 1933 der NSDAP bei (Mitgliedsnummer 2.704.324). Anknüpfungspunkte ergaben sich aus seinem Einsatz für Heimatkunde und Volkskunst: Kamphausen war Leiter der Arbeitsgemeinschaft der Heimatmuseen in Schleswig-Holstein und von 1936 bis 1975 staatlicher Museumspfleger für Schleswig-Holstein. Zudem war er im Reichsbund für Volkstum und Heimat' für den Bereich Trachtenpflege verantwortlich und bekleidete im Kampfbund für deutsche Kultur den Referentenposten für Volkstumspflege.
Nach dem Zweiten Weltkrieg wurde Kamphausen, der sich 1938 bei Richard Sedlmaier habilitiert hatte, 1946 zum Privatdozenten und dann 1953 zum außerplanmäßigen Professor für Kunstwissenschaft an der Universität Kiel. 1961 gab er die Aufgabe als Direktor des Dithmarscher Landesmuseums ab, und organisierte bis 1978 als Direktor den Neuaufbau des Schleswig-Holsteinischen Freilichtmuseums. Seine Berufe als Professor und Museumsdirektor übte er bis 1977 bzw. 1978 aus. 1976 wurde er mit dem Kulturpreis der Stadt Kiel ausgezeichnet.
Während seiner gesamten Laufbahn hat Kamphausen sich als Schriftsteller betätigt und war zudem Mitherausgeber der Zeitschrift Nordelbingen. Kamphausen war evangelisch, ab 1934 verheiratet mit Annemarie Kamphausen, geborene Hartnack, hatte vier Kinder, lebte in Mielkendorf und starb am 11. November 1982 in Kiel.

## Wirken
Alfred Kamphausen hat für die Geschichtsforschung über die norddeutsche Kunst eine bedeutende Rolle gespielt. Auch wenn sein Interesse und seine Forschung ein weites Spektrum abdeckten und auch Frankreich und den Osten berührten, so waren sein Schwerpunkt und hauptsächlicher Bezugspunkt doch stets der nordeuropäische Raum und hier vor allem Norddeutschland.
Viele seiner Schriften und Werke beschäftigen sich mit Heimatkunde, Volkskunst und Landeskunde von Friesland und Schleswig-Holstein.
Dem unternehmerischen und engagierten Kamphausen ging es nicht nur um die Erforschung der Kunst, sondern auch um die Vermittlung, wozu seine Museumsarbeit gute Dienste leisten konnte. In der Lehre war ihm die Begegnung der Studenten mit der Kunst selbst, „mit den Werken vor Ort“ ein besonderes Anliegen, wofür er zahlreiche Fahrten organisierte, auch z. B. in Zusammenarbeit mit dem Kunsthistoriker Wolfgang Müller.

## Auszeichnungen
- 1971: Bundesverdienstkreuz 1. Klasse
- 1971: Lornsen-Kette des Schleswig-Holsteinischen Heimatbundes
- 1974: Fritz-Schumacher-Medaille in Gold
- 1975: Freiherr-vom-Stein-Medaille (Schleswig-Holstein)
- 1976: Kulturpreis der Stadt Kiel

## Schriften (Auswahl)
- Die niederrheinische Plastik im 16. Jahrhundert. Mit besonderer Berücksichtigung der Xantener Verhältnisse. Ein entwicklungsgeschichtlicher Versuch. Strucken, Düsseldorf 1931; zugleich Philosophische Dissertation Bonn 1931.
- Der Dom der Dithmarscher. Die Kirche zu Meldorf. Strucken, Düsseldorf 1931.
- Aufgaben der Heimatmuseen. In: Die Heimat. Monatsschrift des Vereins zur Pflege der Natur- und Landeskunde in Nordelbingen. Band 42, 1932, Nr. 12, Dezember 1932, S. 299–301 (Digitalisat).
- Die karolingischen Kirchen in Nordelbingen. 1934.
- Bürgerhäuser des 16. Jahrhunderts an der Westküste. In: Die Heimat. Monatsschrift des Vereins zur Pflege der Natur- und Landeskunde in Nordelbingen. Band 45, 1935, Heft 7, Juli 1935, S. 237–241 (Digitalisat).
- Schleswig-Holsteinische Baukunst, ihre Geschichte und ihre Art. Bergas, Schleswig 1936.
- Organisation der Museumsarbeit. In: Die Heimat. Monatsschrift des Vereins zur Pflege der Natur- und Landeskunde in Nordelbingen. Bd. 43 (1933), Nr. 8, August 1933, S. 201–203 (Digitalisat).
- Die Baudenkmäler der deutschen Kolonisation in Ostholstein und die Anfänge der nordeuropäischen Backsteinarchitektur (= Studien zur schleswig-holsteinischen Kunstgeschichte. Bd. 3, ISSN 0585-6191). Wachholtz, Neumünster 1938.
- Asmus Jakob Carstens, ein deutscher Maler in Rom (= Studien zur schleswig-holsteinischen Kunstgeschichte. Bd. 5). Wachholtz, Neumünster 1941.
- Dithmarschen – Land und Leistung. 1946.
- Der Raum in der deutschen Kunst, Wachholtz, Neumünster 1949.
- Gebaute Kleinodien. Segeberg - Altenkrempe - Cismar. Oldenburg 1952.
- Gotik ohne Gott. Ein Beitrag zur Deutung der Neugotik und des 19. Jahrhunderts. Matthiesen, Tübingen 1952.
- Bosaus Kirche. In: Die Heimat. Monatsschrift des Vereins zur Pflege der Natur- und Landeskunde in Schleswig-Holstein. Band 59, Nr. 5, Mai 1952, S. 132–136 (Digitalisat).
- Meldorf. Gesicht und Wandel einer alten Stadt. 1953.
- als Hrsg.: Kleine Schleswig-Holstein-Bücher. 1953 ff.
- Die Kirchen Schleswig-Holsteins. Bernaerts, Schleswig 1955.
- Deutsche und skandinavische Kunst. Begegnung und Wandlung. Bernaerts, Schleswig 1956.
- Herzogtum Lauenburg (= Deutsche Lande – Deutsche Kunst). Aufnahmen von Willi Birker. Deutscher Kunstverlag, München u. a. 1959.
- mit Hans Philipp: Nordfriesland. Landschaft und Bauten von der Eider bis zur Wiedau. Westholsteinische Verlagsanstalt Boyens, Heide in Holstein 1958 (5. Auflage 1981).
- Wehe, wenn sie losgelassen. Die Brandkatastrophen in der bildenden Kunst, Westholsteinische Verlagsanstalt Boyens, Heide 1959.
- Bürgerhäuser zwischen Elbe und Königsau. 1961.
- Neue Plastiken in Schleswig-Holstein. 1964.
- Das Schleswig-Holsteinische Freilichtmuseum. Häuser und Hausgeschichten (= Berichte aus dem Schleswig-Holsteinischen Freilichtmuseum. Heft 3, ISSN 0722-2610). Wachholtz, Neumünster 1965 (11. Auflage 1986).
- als Hrsg.: Schleswig-Holstein und der Norden. Festschrift für Olaf Klose zum 65. Geburtstag. Wachholtz, Neumünster 1968.
- als Hrsg.: Deutschland und der Norden. Festschrift für Olaf Klose. 1968.
- Schleswig Holstein. Land der Küste; Landschaft, Geschichte, Kultur, Kunst, Glock & Lutz, Nürnberg 1968 (2. Auflage 1977).
- Schleswig-Holsteinische Städte einst und jetzt, Mühlau, Kiel 1970.
- Bauernmalerei in Schleswig-Holstein. Westholsteinische Verlagsanstalt Boyens, Heide in Holstein 1971.
- Der Baumeister Fritz Hoeger (= Studien zur schleswig-holsteinischen Kunstgeschichte. Band 12). Wachholtz, Neumünster 1972.
- Schleswig-Holstein als Kunstlandschaft. Wachholtz, Neumünster 1973, ISBN 3-529-02631-X.
- Viele Dächer unter einem. Zur Geschichte des Schleswig-Holsteinischen Freilichtmuseums. Wachholtz, Neumünster 1975, ISBN 3-529-07203-6.
- Unter alten Reetdächern. Christians, Hamburg 1976, ISBN 3-7672-0416-9.
- Backsteingotik (= Heyne-Bücher. Band 13). Heyne, München 1978, ISBN 3-453-41254-0.
- Der Ratzeburger Dom, 3. Auflage, Boyens, Heide 1978, ISBN 3-8042-0108-3.
- Bauernstuben von allen Kanten und Küsten Schleswig-Holsteins. Beispiele aus dem Schleswig-Holsteinischen Freilichtmuseum. Wachholtz, Neumünster 1979, ISBN 3-529-02654-9.
- Schöne Dörfer in Schleswig-Holstein. Wachholtz, Neumünster 1979, ISBN 3-529-02657-3.4
- Dänemark. Ein Führer. Prestel, München 1980, ISBN 3-7913-0504-2.
- Vom Sehen zum Schauen. Zwölf Essays über bekannte oder unbekannte Bilder. Westholsteinische Verlagsanstalt Boyens, Heide in Holstein 1981, ISBN 3-8042-0248-9.
- Häuser, die Heimat waren. Mühlau, Kiel 1982, ISBN 3-87559-044-9.
- Norwegen. Ein Führer. Prestel, München 1983, ISBN 3-7913-0623-5.